# カライジャ・カンシー
カライジャ・デメトリアス・カンシー（Calijah Demetrius Kancey, 2001年3月1日 - ）は、アメリカ合衆国フロリダ州マイアミ出身のアメリカンフットボール選手。2023年のNFLドラフトにおいて、タンパベイ・バッカニアーズから全体19位指名を受けた。ポジションはディフェンシブタックル。

## 経歴

### カレッジ
ピッツバーグ大学では2年目の2020年シーズン途中から先発に定着した。
2021年シーズンは35タックル、7サックを記録し、AP通信によるオールアメリカンサードチームに選出された。シーズン終了後、2022年のNFLドラフトへのアーリーエントリーはせず、チームに残留した。
2022年シーズンは31タックル、7.5サックを記録し、ACCの最優秀守備選手賞を受賞した。シーズン終了後、2023年のNFLドラフトにエントリーした。
ドラフト前に行われたコンバインの40ヤード走では、ディフェンシブタックルとしては2003年以来最速となる4.67秒を記録した。